# Джефферсон (Меріленд)
Джефферсон (англ. Jefferson) — переписна місцевість (CDP) в США, в окрузі Фредерік штату Меріленд. Населення — 2697 осіб (2020).

## Географія
Джефферсон розташований за координатами 39°22′3″ пн. ш. 77°32′33″ зх. д. / 39.36750° пн. ш. 77.54250° зх. д. (39.367391, -77.542588).  За даними Бюро перепису населення США в 2010 році переписна місцевість мала площу 5,43 км², уся площа — суходіл.

## Демографія
Згідно з переписом 2010 року, у переписній місцевості мешкало 2111 особа в 788 домогосподарствах у складі 611 родини. Густота населення становила 389 осіб/км².  Було 822 помешкання (151/км²).
Расовий склад населення:
| - 93,7 % — білих - 2,2 % — чорних або афроамериканців - 2,0 % — азіатів - 0,2 % — корінних американців |

До двох чи більше рас належало 1,2 %. Частка іспаномовних становила 2,2 % від усіх жителів.
За віковим діапазоном населення розподілялося таким чином: 25,5 % — особи молодші 18 років, 64,0 % — особи у віці 18—64 років, 10,5 % — особи у віці 65 років та старші. Медіана віку мешканця становила 41,4 року. На 100 осіб жіночої статі у переписній місцевості припадало 93,1 чоловіків;  на 100 жінок у віці від 18 років та старших — 93,8 чоловіків також старших 18 років.
Середній дохід на одне домашнє господарство  становив 114 475 доларів США (медіана — 105 865), а середній дохід на одну сім'ю — 131 400 доларів (медіана — 113 281). За межею бідності перебувало 1,9 % осіб, у тому числі 0,0 % дітей у віці до 18 років та 2,7 % осіб у віці 65 років та старших.
Цивільне працевлаштоване населення становило 1139 осіб. Основні галузі зайнятості: освіта, охорона здоров'я та соціальна допомога — 26,6 %, фінанси, страхування та нерухомість — 10,6 %, публічна адміністрація — 10,2 %.